# Műkorcsolya az 1952. évi téli olimpiai játékokon
Az 1952. évi téli olimpiai játékokon a műkorcsolya versenyszámait Oslóban rendezték február 20. és 22. között.

## Részt vevő nemzetek
A versenyeken 15 nemzet 63 sportolója vett részt.
- Ausztrália
- Ausztria
- Dánia
- Egyesült Államok
- Finnország
- Franciaország
- Hollandia
- Kanada
- Magyarország (HUN) (6 – 3 férfi, 3 nő)
- Nagy-Britannia
- Németország
- Norvégia
- Olaszország
- Svájc
- Svédország

## Éremtáblázat
(A rendező nemzet és Magyarország eltérő háttérszínnel, az egyes számoszlopok legmagasabb értéke, vagy értékei vastagítással kiemelve.)
| Az 1952. évi téli olimpiai játékok éremtáblázata műkorcsolyában | Az 1952. évi téli olimpiai játékok éremtáblázata műkorcsolyában | Az 1952. évi téli olimpiai játékok éremtáblázata műkorcsolyában | Az 1952. évi téli olimpiai játékok éremtáblázata műkorcsolyában | Az 1952. évi téli olimpiai játékok éremtáblázata műkorcsolyában | Olimpia  |
| --------------------------------------------------------------- | --------------------------------------------------------------- | --------------------------------------------------------------- | --------------------------------------------------------------- | --------------------------------------------------------------- | -------- |
|                                                                 | Ország                                                          | Arany                                                           | Ezüst                                                           | Bronz                                                           | Összesen |
| 1.                                                              | Egyesült Államok (USA)                                          | 1                                                               | 2                                                               | 1                                                               | 4        |
| 2.                                                              | Nagy-Britannia (GBR)                                            | 1                                                               | 0                                                               | 0                                                               | 1        |
|                                                                 | Németország (GER)                                               | 1                                                               | 0                                                               | 0                                                               | 1        |
|                                                                 |                                                                 |                                                                 |                                                                 |                                                                 |          |
| 4.                                                              | Ausztria (AUT)                                                  | 0                                                               | 1                                                               | 0                                                               | 1        |
|                                                                 |                                                                 |                                                                 |                                                                 |                                                                 |          |
| 5.                                                              | Franciaország (FRA)                                             | 0                                                               | 0                                                               | 1                                                               | 1        |
|                                                                 | Magyarország (HUN)                                              | 0                                                               | 0                                                               | 1                                                               | 1        |
|                                                                 |                                                                 |                                                                 |                                                                 |                                                                 |          |
| Összesen                                                        | Összesen                                                        | 3                                                               | 3                                                               | 3                                                               | 9        |

## Érmesek
| Az 1952. évi téli olimpiai játékok érmesei műkorcsolyában |                                          |                                                        |                                                  |
| Versenyszám                                               | Arany                                    | Ezüst                                                  | Bronz                                            |
| Férfi                                                     | Dick Button · Egyesült Államok (USA)     | Helmut Seibt · Ausztria (AUT)                          | James Grogan · Egyesült Államok (USA)            |
| Női                                                       | Jeannette Altwegg · Nagy-Britannia (GBR) | Tenley Albright · Egyesült Államok (USA)               | Jacqueline du Bief · Franciaország (FRA)         |
| Páros                                                     | Németország (GER) · Ria Falk · Paul Falk | Egyesült Államok (USA) · Karol Kennedy · Peter Kennedy | Magyarország (HUN) · Nagy Marianna · Nagy László |